# Delfin
Delfin je vodeni sisar srodan kitu i običnoj pliskavici, poznat po svojoj inteligenciji i navodnom saosećanju i radosti. Ime delfin potiče od starogrčke reči δελφίς - delphis, koja znači „s matericom“, odnosno „riba sa matericom“. Grupa delfina zove se jato.
Reč „delfin“ ima više značenja i može podrazumevati:
- svakog člana porodice  (okeanski delfini);
- svakog člana porodice  (okeanski delfini),  (rečni delfini),  (rečni delfini Novog sveta), Pontoporiidae (laplatski rečni delfin) i Lipotidae (kineski rečni delfin);
- svakog člana parvoreda Odontoceti (koji uključuje kitove zubane);
- pripadnika vrste , najrasprostranjenije i najpopularnije vrste delfina

Orke i neke srodne vrste pripadaju Delphinidae porodici i mogu se svrstati među delfine, iako se uobičajeno nazivaju kitovi. Postoji oko 40 vrsta delfina u 17 rodova. Veličina im varira od 1,2 m i 40 kg (mali delfin), do 9,5 m i 10 tona (orka). Mogu se naći posvuda, najčešće u plitkim morima kontinentalnih pragova. Mesojedi su i hrane se uglavnom ribom i lignjama. Porodica Delphinidae je najveća u infraredu Cetacea i relativno mlada: delfini su se pojavili pre oko 10 miliona godina tokom miocena.

## Evolucija
Delfini se smatraju potomcima kopnenih sisara, iz reda papkara. Oni su srodni sa rodom Indohyus, izumrlim jelenolikim kopitarima, od kojih su se odvojili pre oko 48 miliona godina. Ušli su u vodu pre oko 50 miliona godina i postali potpuno akvatični 5–10 miliona godina kasnije.
Red Archaeoceti se sastoji od drevnih kitova. Ovi drevni kitovi su prethodnici modernih kitova, čija sekvenca se proteže sve do svog prvog pretka koji je živeo u blizini vode (retko u vodi). Slično tome, arheokete mogu biti od gotovo potpuno kopnenih, do poluvodenih i do potpuno vodenih, ali ono što definiše arheokete jeste prisutnost vidljivih nogu ili asimetričnih zuba. Njihova obeležja postala su prilagođena za život u morskom okruženju. Glavne anatomske promene obuhvataju prilagođavanje slušnog aparata tako da se usmeravaju vibracije od čeljusti do ušne kosti do čega je došlo sa pojavom roda Ambulocetus pre 49 miliona godina, pojednostavljenje tela i rast peraja na repu do čega je došlo pre oko 43 milijuna godina sa pojavom roda Protocetus, migracija nosnih otvora prema vrhu lobanje i modifikacija prednjih udova u peraja koja se odvila sa pojavom roda Basilosaurus pre 35 miliona godina, i smanjenje i eventualni nestanak stražnjih udova koji su se dogodili sa prvim odontocetama i misticetetama pre 34 miliona godina. Kostur modernog delfina ima dve male, šipkaste pelvične kosti za koje se misli da su skriveni udovi. U oktobru 2006, jedan neobični delfin flašastog nosa je uhvaćen u Japanu; on je imao mala peraja na svakoj strani njegovog genitalnog otvora, za koja naučnici smatraju da su neobično izražen razvoj tih tragova stražnjih udova.
U današnje vreme, najbliži živi srodnici cetaceana su hipopotamusi; oni dele poluakvatičnog pretka koji se odvojio od drugih artiodaktila pre oko 60 miliona godina. Pre oko 40 miliona godina, zajednički predak ove dve grupe je razdvojen u kitove i porodicu Anthracotheriidae, koja je izumrla na kraju pleistocena pre dva i po miliona godina, ostavljajući samo jednu preživjelu lozu: nilskog konja.

## Anatomija
Delfini imaju mišićava tela oblika torpeda sa generalno nefleksibilnim vratovima, udovima modifikovanim u peraja, nepostojećim zaliscima spoljašnjih ušiju, repnim perajima i gomoljastom glavom. Delfinske lobanje imaju male očne orbite, duge njuške, i oči smeštene na stranama njihove glave. Delfini su u opsegu veličina od 1.7 m dužine i 50 kg Mauiskog delfina do 9.5 m i 10 t (11 short tons) kita ubice. Sveukupno, međutim, oni su uglavnom patuljasti u poređenju sa drugim pripadnicima reda . Nekoliko vrsta ima polni dimorfizam pri čemu su ženke veće od mužjaka.
Delfini imaju konične zube, za razliku od zuba u obliku lopatica kod Phocoenidae. Ovi konični zubi se koriste za brzo hvatanje plena kao što su ribe, lignje ili drugi veliki sisari, poput foka.
Disanje obuhvata izbacivanje ustajalog vazduha iz njihovih disajnog otvora, čime se formira pisak pare na gore, čemu sledi udisanje vazduha u pluća. Delfini imaju prilično male, teško prepoznatljive disajne otvore.
Delfini imaju fuziformno mišićavo telo prilagođeno za brzo plivanje. Na glavi imaju melon, okrugli organ koji koriste za eholokaciju. Neke vrste imaju zakrivljena usta koja podsećaju na osmeh. Mogu imati do 250 zuba. Mozak delfina je velik sa visoko strukturiranom moždanom korom, što se često koristi kao argument za njihovu visoku inteligenciju. Zubi su im raspoređeni u niz tako da funkcionišu kao antena koja sabira dolazeći zvuk. Osnovna boja im je siva, različitih nijansi, sa svetlim donjim delom tela.

## Ponašanje
Delfini često skaču iznad površine vode često izvodeći prave akrobacije, mada za sada ne postoji neko definitivno naučno objašnjenje za ovakvo ponašanje.
Poznati su po svom prijateljskom odnosu prema ljudima, u vodi im često prilaze sa naznakom da žele igru sa njima. Postoje mnoge priče o delfinima koji su štitili brodolomnike od ajkula. Jato delfina je navodno spasilo i jedan ribarski čamac. Nakon što su osetili podvodna komešanja za vreme cunamija iz 2004. godine, delfini su čamac odvratili od plovidbe na pučinu.
Delfini su društvene životinje koje žive u jatima od oko tuceta životinja. Na mestima sa obiljem hrane jata mogu privremeno da se udruže formirajući agregacije od preko 1000 delfina. Pripadnost jatu nije striktna, česta je međurazmena. Doduše, životinje mogu razviti jake međusobne veze. Među sobom komuniciraju nizom različitih vrsta coktanja, zvižduka i drugih zvukova. Koriste takođe i ultrazvuk za eholokaciju.
Delfini su jedna od retkih vrsta životinja koje se, kao i ljudi, pare ne samo zbog razmnožavanja. Čak i tokom neplodnih dana u ženskom menstrualnom ciklusu, delfini su primećeni kako se pare iz zadovoljstva i međusobnog vezivanja.

## Ishrana
Delfini su grabljivice. Njihov zubni niz prilagođen je plenu koji love: vrste sa dugim kljunom i mnogo zuba love ribu, dok one sa manje zuba i kraćim kljunom radije traže lignje. Neki delfini se hrane i rakovima. Veće vrste, pogotovo orke, jedu i vodene sisare, čak i male kitove.

## Delfini u popularnoj kulturi
- Popularna televizijska serija bila je Fliper, sa istoimenim glavnim junakom - delfinom.
- U Vodiču kroz galaksiju za autostopere delfini su druga najinteligentnija vrsta na Zemlji, posle najinteligentnijih miševa, a ispred ljudi na trećem mestu.
- U knjizi Podizanje zvezdane plime Dejvida Brina, neo-delfini (genetičkim inženjeringom izmenjeni delfini) predstavljaju jednu od tri zemaljske rase na svemirskom brodu u priči o vrtoglavom begu kroz svemir. Jednom od svemiroplovaca ime je Akeakamai u čast stvarnog delfina iz Louis Hermanovog projekta istraživanja životinjskog jezika.

## Literatura
- Ralls, Katherine; Mesnick, Sarah. Sexual Dimorphism (PDF). стр. 1005—1011. Архивирано из оригинала (PDF) 25. 07. 2019. г. Приступљено 29. 8. 2015.
- Dawkins, Richard (2016). The Ancestor's Tale: A Pilgrimage to the Dawn of Evolution. Houghton Mifflin Harcourt. ISBN 978-0-547-52512-9.
- Dolphin. The American Heritage Dictionary of the English Language (Fourth изд.). Dictionary.com. Приступљено 17. 12. 2006.
- Carwardine, M., Whales, Dolphins and Porpoises. 2000. ISBN 978-0-7513-2781-6., Dorling Kindersley. .
- Williams, Heathcote (1988). Whale Nation. New York: Harmony Books. ISBN 978-0-517-56932-0..

## Spoljašnje veze
Konzervacija, istraživanje i novosti:
Fotografije: